# Jurado de Enjuiciamiento (Argentina)
Jurado de Enjuiciamiento de Magistrados de la Nación (Argentina), es el órgano constitucional a cargo del juzgamiento de los jueces federales de los tribunales inferiores. En sus orígenes se encontraba conformado por nueve miembros: un ministro de la Corte Suprema, dos jueces de cámara, tres legisladores y tres abogados de la matrícula federal.

## Integración
El juzgamiento de los jueces de los tribunales inferiores de la Nación estará a cargo del Jurado de Enjuiciamiento de los Magistrados según lo prescripto por el artículo 115 de la Constitución Nacional. El mandato de los miembros es por seis meses. El desempeño de las funciones será considerado una carga pública. Ninguna persona podrá integrar el Jurado de Enjuiciamiento de los magistrados en más de una oportunidad. Los jueces de cámara y los legisladores no podrán ser nuevamente miembros de este cuerpo, hasta tanto lo hayan integrado el resto de sus pares. La ley 24.937 precisa la integración del organismo en su artículo 22, cuyo texto obedece a la ley 26.080 de 2006.
| Integración del Jurado de Enjuiciamiento | Integración del Jurado de Enjuiciamiento | Integración del Jurado de Enjuiciamiento          | Integración del Jurado de Enjuiciamiento |
| Sector de procedencia                    | Condición                                | Forma de elección                                 | Cantidad                                 |
| ---------------------------------------- | ---------------------------------------- | ------------------------------------------------- | ---------------------------------------- |
| Poder Judicial                           | Juez de Cámara                           | Sorteo (1 del interior y 1 de Capital Federal)    | 2                                        |
| Cámara de Senadores                      | Senador                                  | Sorteo (1 por la mayoría y 1 por primera minoría) | 2                                        |
| Cámara de Diputados                      | Diputado                                 | Sorteo (1 por la mayoría y 1 por primera minoría) | 2                                        |
| Abogados                                 | Abogado federal                          | Sorteo                                            | 1                                        |
| TOTAL                                    | TOTAL                                    | TOTAL                                             | 7                                        |
| Fuente: Ley 24.937, art. 22.             |                                          |                                                   |                                          |

## Miembros

### Mandato de los Miembros del Jurado
LEY 26.080 del 2006 modificatoria de la ley 24.937
"Artículo 22: Integración. Incompatibilidades e inmunidades. El Jurado de Enjuiciamiento estará integrado por siete miembros de acuerdo a la siguiente composición:
1.- Dos jueces que serán: de cámara, debiendo uno pertenecer al fuero federal del interior de la República y otro a la Capital Federal. A tal efecto, se confeccionarán dos listas, una con todos los camaristas federales del interior del país y otra con los de la Capital Federal.
2.-
res, dos por la Cámara de Senadores y dos por la Cámara de Diputados de la Nación, debiendo efectuarse dos listas por Cámara, una con los representantes de la mayoría y la otra con los de la primera minoría.
3.- Un abogado de la matrícula federal, debiendo confeccionarse una lista con todos los abogados matriculados en el Colegio Público de Abogados de la Capital Federal y en las Cámaras Federales del interior del país que reúnan los requisitos para ser elegidos jueces de la Corte Suprema de Justicia de la Nación.
Todos los miembros serán elegidos por sorteo semestral público a realizarse en los meses de diciembre y julio de cada año, entre las listas de representantes de cada estamento. Por cada miembro titular se elegirá un suplente, por igual procedimiento, para reemplazarlo en caso de renuncia, impedimento, ausencia, remoción o fallecimiento.
Los miembros del Jurado de Enjuiciamiento estarán sujetos a las incompatibilidades e inmunidades que rigen para sus calidades funcionales. El miembro elegido en representación de los abogados estará sujeto a las mismas inmunidades e incompatibilidades que rigen para los jueces."